# Mark Brzezinski

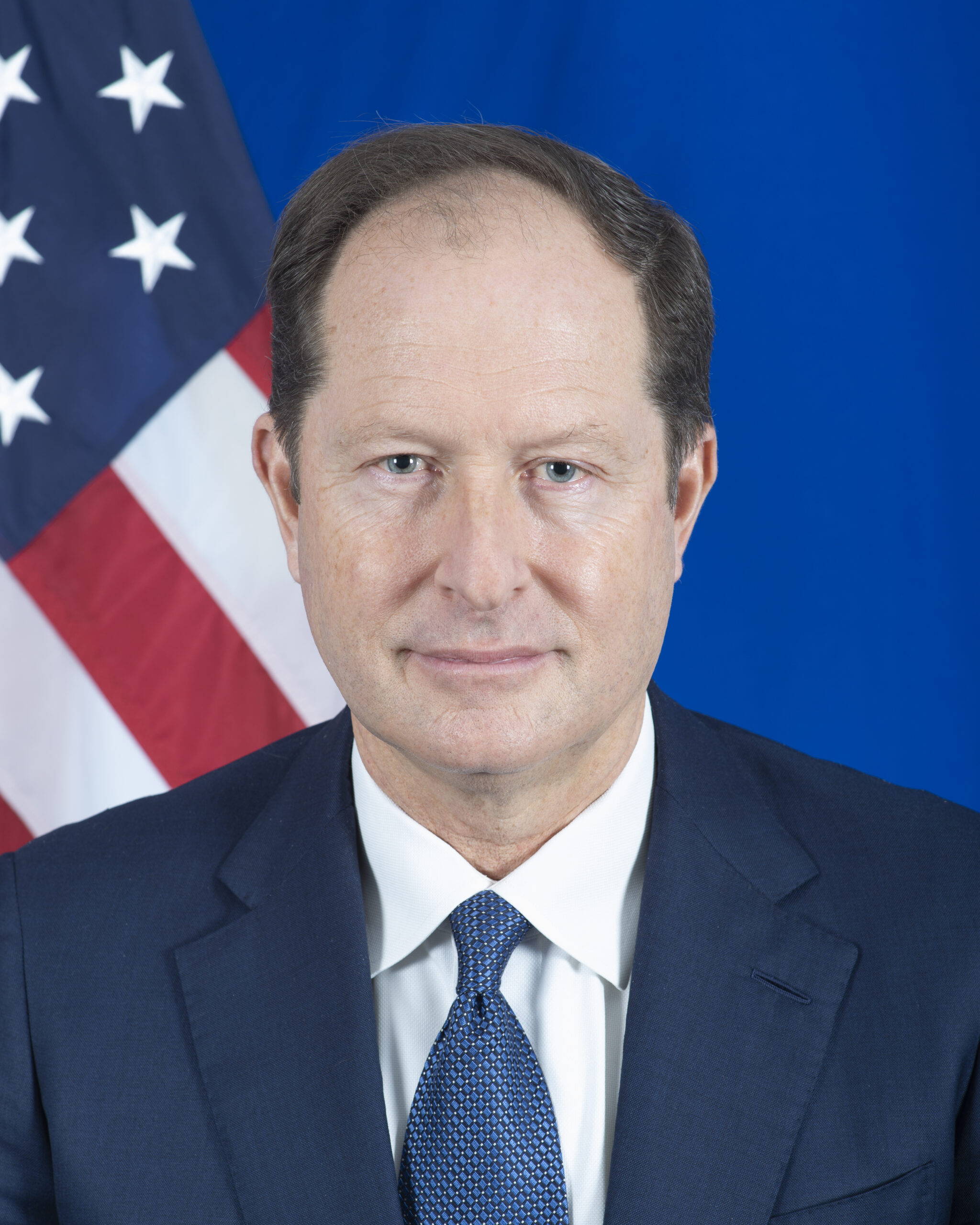
Mark Brzezinski (2022)

Mark Francis Brzezinski (* 7. April 1965) ist ein US-amerikanischer Rechtsanwalt, Diplomat und Außenpolitikexperte. Er war von August 2021 bis zu seinem Rücktritt im November 2024 Botschafter der Vereinigten Staaten in Polen.

## Leben
Mark Brzezinski ist der Sohn des früheren Sicherheitsberaters Zbigniew Brzeziński und Enkel des polnischen Diplomaten Tadeusz Brzeziński. Mütterlicherseits hat er tschechische Wurzeln, seine Mutter Emilie Beneš Brzezinski ist die Großnichte des früheren tschechischen Präsidenten Edvard Beneš. Seine Schwester ist Mika Brzezinski, Moderatorin des Programms Morning Joe und sein Bruder ist der Militärexperte Ian Brzezinski. Er ist auch Cousin des Autors Matthew Brzezinski.
Brzezinski schloss das Studium im Dartmouth College mit einem Bachelor of Arts in Staatsrecht ab, erwarb den J.D. an der Rechtsfakultät der University of Virginia und besitzt auch einen Ph.D. in Politikwissenschaft von der University of Oxford. Er erhielt ein Stipendium der Fulbright-Stiftung, um den Verfassungsgerichtshof der Republik Polen zu studieren. Von 1996 bis 1999 war er Mitarbeiter bei Hogan & Hartson LLP in Washington, D.C.
Von 1999 bis 2001 arbeitete Brzezinski für die Regierung Clinton als Direktor für Russisch/Eurasische Angelegenheiten und Direktor für südeuropäische Angelegenheiten des National Security Council im Weißen Haus. In dieser Funktion war er auch Koordinator des Weißen Hauses für die Förderung von Demokratie und Rechtsstaatlichkeit in dieser Region.

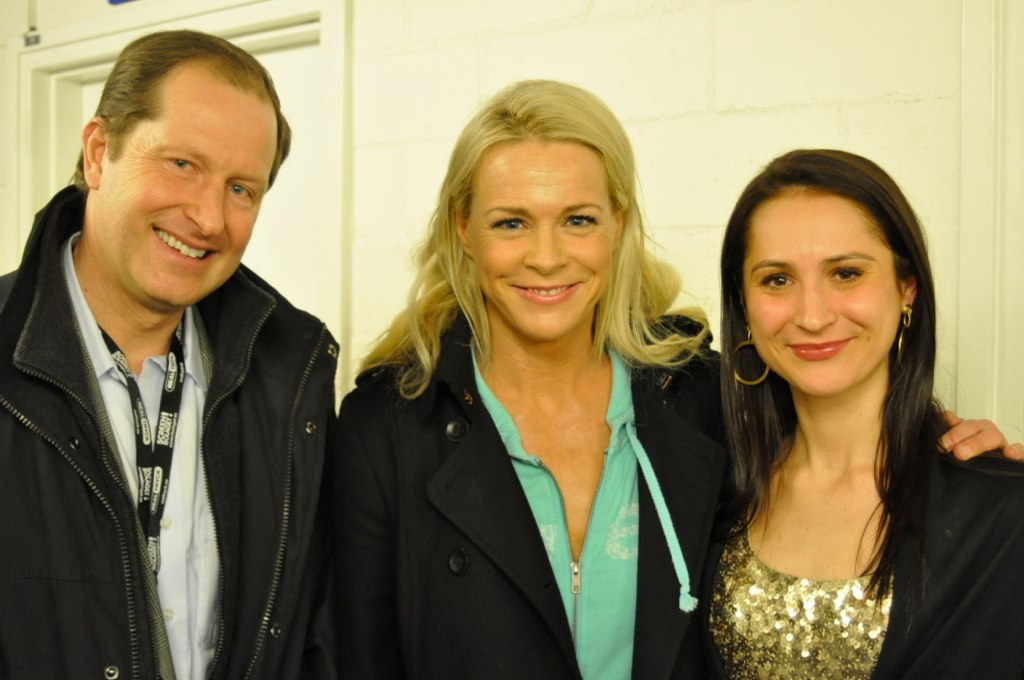
Mark Brzezinski (links) im April 2012 in Stockholm, zusammen mit seiner zweiten Ehefrau Natalia Brzezinski (rechts) und der schwedischen Opernsängerin Malena Ernman (in der Mitte), die Mutter von Greta Thunberg ist.

Er war von 1991 bis 2008 mit der Rechtsanwältin Carolyn M. Campbell in erster Ehe verheiratet.
In zweiter Ehe ist er seit 2008 mit Natalia Lopatniuk verheiratet, einer freien Schriftstellerin und Bloggerin bei der Huffington Post. Sie haben ein gemeinsames Kind, Aurora Emilie.
Brzezinski war außenpolitischer Berater im Wahlkampfteam von Barack Obama und wurde am 18. Oktober 2011 durch diesen als Nachfolger von Matthew Barzun zum Botschafter in Schweden ernannt. Hier blieb er bis 2015. Anschließend kehrte er nach Washington zurück, wo er zum Geschäftsführer des Arctic Executive Steering Committee ernannt wurde. Dieser neugeschaffene Lenkungsausschuss sollte die zahlreichen Aktivitäten der föderalen Regierung in der Arktis koordinieren. Brzezinski wurde damit gleichsam zum Botschafter des Weißen Hauses für den arktischen Bereich.
Im August 2021 wurde Brzezinski von US-Präsident Biden als Botschafter der USA in Polen ausgewählt und die Vereidigung zum Botschafter erfolgte im Dezember 2021. Die Überreichung der Ernennungsurkunde durch den polnischen Präsidenten zog sich jedoch bis Februar 2022 hin. Damit Brzezinski als Botschafter eines fremden Landes in Polen zugelassen werden konnte, musste er zunächst das Anrecht auf die polnische Staatsbürgerschaft aufgeben. Dieses Anrecht besaß er durch seinen Vater Zbigniew, der sowohl die polnische als auch die US-amerikanische Staatsbürgerschaft besaß.

## Auszeichnungen
- 2007: Verdienstorden der Republik Polen, Offizierskreuz[10]
- 2018: Nordstern-Orden, Kommandeur 1. Klasse[11]